# 北アグサン州

アグサン・デル・ノルテ州の位置

北アグサン州（きたアグザンしゅう、Province of Agusan del Norte）は、フィリピン南部ミンダナオ島の北東部に位置する州である。カラガ地方（Caraga, Region XIII）に属している。州都はカバッドバラン市であるが、州庁はブトゥアンに置かれている。面積は2,590km2、人口は552,849人（2000年）。

## 地理
北東に北スリガオ州、東に南スリガオ州、南に南アグサン州、西に北ミンダナオ地方の東ミサミス州と接し、北にはミンダナオ海（ボホール海）が広がっている。
主要河川はアグサン川。

## 歴史
1966年6月18日、旧アグサン州が南北に分かれて成立した。